# Mona Söderberg
Mona Lisbeth Söderberg, född 11 augusti 1924 i Gävle, död 5 september 2011 i Hedemora, var en svensk målare och tecknare.
Hon var dotter till Nils Alfred Söderberg och Elly Margareta Spetz och från 1950 gift med Björn Bernhard Birger Forsman. Söderberg studerade vid Otte Skölds målarskola i Stockholm 1944–1947 och i Paris 1947–1948 samt under studieresor till Provence, Auvergne och Spanien från 1947–1958. Separat ställde hon ut i Gävle 1950 och på Galerie Æsthetica 1959 och i Sandviken 1965. Tillsammans med Juho Suni ställde hon ut på Galleri Aveny i Göteborg 1951 och tillsammans med sin man ställde hon i Köping, Borlänge, Hedemora, Hofors, Falun och Gävle samt tillsammans med sin far i Köping 1961. Hon var en regelbunden utställare i Gävleborgs läns konstförenings höstutställningar i Gävle sedan mitten av 1940-talet samt Dalarnas konstförenings utställningar i Falun sedan mitten av 1950-talet och hon medverkade ett par gånger i Nationalmuseums utställning Unga tecknare. Hennes konst består av interiörer och uppställningar från hemmet i Stjärnsund i en lätt naivistisk stil samt landskap och stadsbilder i det mindre formatet. Söderberg är representerad vid Stockholms stads samling.